# Příkopy (seriál)
Příkopy je šestidílný seriál České televize z roku 2007, jenž navazuje na seriály Náměstíčko z roku 2004 a Náves z roku 2006.

## O seriálu
Opět se setkáme s postavami dvou předešlých seriálů a jejich osudy, jako je bývalá trafikantka Plecitá a její syn Milda, bývalou učitelkou školky Lucií Veselou a jejím přítelem Jetelem a ředitelem divadla Šmídem. V seriálu se objevují nové postavy, jako např. Jetelova obětavá sestra Růža anebo emigrant Karl Lopusny. 
Tématem seriálu jsou vztahy rodičů a dětí.

## Obsazení
| Marián Labuda      | děda Stehlík  |
| Josef Vinklář      | Lopušný       |
| Jiřina Bohdalová   | Růža Jetelová |
| Hana Maciuchová    | Vlasta Šímová |
| Luba Skořepová     | Plecitá       |
| Václav Postránecký | Bohuslav Šmíd |
| Pavel Nečas        | Sekáč         |
| Pavel Rímský       | kapitán       |
| Jana Altmannová    | listonoška    |
|                    |               |
|                    |               |

## Seznam dílů
| Č. v seriálu | Název dílu      | Režie          | Scénář   | Datum premiéry  | Prod. kód |
| ------------ | --------------- | -------------- | -------- | --------------- | --------- |
| 1            | Stopařka        | Jaroslav Hanuš | Jan Míka | 19. února 2007  | 101       |
| 2            | Dívka s flétnou | Jaroslav Hanuš | Jan Míka | 26. února 2007  | 102       |
| 3            | Garáž           | Jaroslav Hanuš | Jan Míka | 5. března 2007  | 103       |
| 4            | Růža            | Jaroslav Hanuš | Jan Míka | 12. března 2007 | 104       |
| 5            | Parcela Hrčková | Jaroslav Hanuš | Jan Míka | 19. března 2007 | 105       |
| 6            | Dělová koule    | Jaroslav Hanuš | Jan Míka | 19. března 2007 | 106       |

## Zajímavosti
- Píseň k seriálu s názvem „Bezejmenný mezi nezvěstnými“ nazpívala zpěvačka Lucie Bílá.[1]
- Seriál se natáčel z větší části v Žatci, dále pak v Českém ráji a v Praze. Natáčelo se také na křížové cestě v Jiřetíně pod Jedlovou a na zámku Blatná a Karlštejně.